# Royal Society of Canada
La Royal Society of Canada (RSC; francese: Société royale du Canada, SRC), nota anche come Academies of Arts, Humanities and Sciences of Canada (francese: Académies des arts, des lettres et des sciences du Canada), è il consiglio nazionale bilingue senior di illustri studiosi, umanisti, scienziati e artisti canadesi. L'obiettivo primario dell'RSC è promuovere l'apprendimento e la ricerca nelle arti, nelle discipline umanistiche e nelle scienze. La RSC è l'Accademia nazionale canadese ed esiste per promuovere la ricerca canadese e i risultati accademici in entrambe le lingue ufficiali, per riconoscere l'eccellenza accademica e artistica e per consigliare governi, organizzazioni non governative e canadesi su questioni di interesse pubblico.

## Storia
Alla fine degli anni '70 dell'Ottocento, il Governatore generale del Canada, il Marchese di Lorne, stabilì che al Canada fosse necessaria un'istituzione culturale per promuovere la ricerca e lo sviluppo scientifico nazionale. Da quel momento i successivi Governatori Generali furono rimasti impegnati negli affari della Società. Nel 1882 fu fondata la Royal Society of Canada con il patrocinio personale del Marchese di Lorne. Un anno dopo, nel 1883, la Società fu costituita con Statuto del Parlamento del Canada.
Dalla sua fondazione fino all'inizio del 1900, la struttura dell'RSC ha imitato il modello della Royal Society of London, ma con l'importante aggiunta di letteratura e altri elementi che si trovano nell'Institut de France. Come le loro controparti, l'appartenenza all'RSC era limitata e per elezione. Inizialmente l'RSC era divis in quattro sezioni, ciascuna di 20 membri. Queste sezioni erano: (1) Littérature française, Histoire, Archéologie; (2) Letteratura inglese, storia, archeologia; (3) Scienze matematiche, fisiche e chimiche e (4) Scienze geologiche e biologiche. I membri fondatori della RSC comprendevano Sandford Fleming, l'ideatore del sistema mondiale del tempo standard e William Osler, uno dei più grandi medici del suo tempo. I membri dell'RSC furono nominati da un comitato diretto dal preside della Università McGill, John William Dawson e dall'ex Premier del Quebec, Pierre Chauveau. Questi due uomini prestarono servizio come primo e secondo presidente della Società.
Con l'aumento delle borse di studio e della ricerca canadesi, anche l'RSC è cresciuta. Nel giro di tre decenni i borsisti dell'RSC raddoppiarono di numero. Dopo diverse fasi di ristrutturazione, l'RSC si è evoluta nella sua organizzazione contemporanea. Nel 2010 Sua Eccellenza l'Onorevole David Lloyd Johnston, Governatore Generale del Canada, fu eletto Membro Onorario della Società.

## Organizzazione e scopo
La Royal Society of Canada è attualmente composta da più di 2.000 membri: uomini e donne di tutti i rami dell'apprendimento che hanno dato contributi nelle arti, nelle scienze umane e nelle scienze, nonché nella vita pubblica canadese. Attualmente la borsa di studio comprende quattro categorie: Membri Onorari, Membri Regolarmente Eletti, Membri Specificamente Eletti e Membri Stranieri.
Ogni anno circa 80 persone vengono elette alla borsa di studio. Questa coorte comprende circa 75 borsisti eletti regolarmente raccomandati dalle divisioni, fino a sei borsisti specificamente eletti, fino a quattro borsisti stranieri e un massimo di un borsista onorario. Una volta inseriti nella Società, i Membri anglofoni possono utilizzare le lettere post-nominali FRSC (Fellow of the Royal Society of Canada) e i Fellow francofoni possono utilizzare MSRC (Membre de la Société royale du Canada). L'RSC è composto da tre accademie bilingue, tra cui un'ampia gamma di discipline accademiche e campi artistici.
L'Accademia I è l'Accademia delle Arti e delle Lettere. Ci sono tre divisioni dell'Accademia I: una divisione anglofona (I) - Discipline umanistiche; una divisione francofona (II) – Lettere e scienze umane e una divisione bilingue per le Arti (III) – The Arts/Les Arts, che abbracciano l'architettura, la scrittura creativa e le arti.
L'Accademia II è l'Accademia delle Scienze Sociali. Ci sono due divisioni dell'Accademia II: una divisione anglofona (I) - Scienze sociali; e una divisione francofona (II) – sempre di Scienze sociali.
L'Accademia III è l'Accademia delle Scienze. Ci sono quattro divisioni bilingui dell'Accademia III: (I) – Scienze Applicate e Ingegneria; (II) – Scienze della Terra, dell'Oceano e dell'Atmosfera; (III) – Scienze della vita e (IV) – Scienze matematiche e fisiche.
La Società è impegnata a mettere a disposizione del pubblico le varie conoscenze dei suoi membri. I membri sono disponibili per valutare questioni di presunto valore per i canadesi e fornire consulenza di esperti indipendenti, in particolare al governo su questioni di ordine pubblico attraverso il suo programma di rapporti del gruppo di esperti.

## Il Collegio dei Nuovi Studiosi, Artisti e Scienziati
Il College of New Scholars, Artists and Scientists della RSC fu istituito nel 2014 per rappresentare la generazione emergente di leader intellettuali in Canada. Elegge 80-100 membri ogni anno, tra coloro che hanno dimostrato un alto livello di risultati nelle prime fasi della loro carriera. Al momento dell'elezione i membri del College devono aver conseguito il dottorato di ricerca o titolo equivalente negli ultimi 15 anni. La nomina dei candidati per il College segue procedure simili a quelle per la nomina dei membri dell'RSC.

## Membri istituzionali
L'RSC ha ufficialmente avviato il programma per i membri istituzionali (IM) nel 2004. L'obiettivo era fornire un meccanismo mediante il quale la Società potesse sviluppare i suoi programmi in collaborazione con le università canadesi e mediante il quale le università potessero avere un input ufficiale e diretto nell'organizzazione strategica e nel governo della Società. Questa relazione più stretta facilita la nomina di nuovi membri da tutte le università canadesi e fornisce alla Società un mezzo per sponsorizzare attività accademiche presso istituzioni di tutte le dimensioni in tutto il Canada. Attualmente 46 università e il National Research Council of Canada (NRC) sono membri istituzionali della Società.

## Medaglie e premi

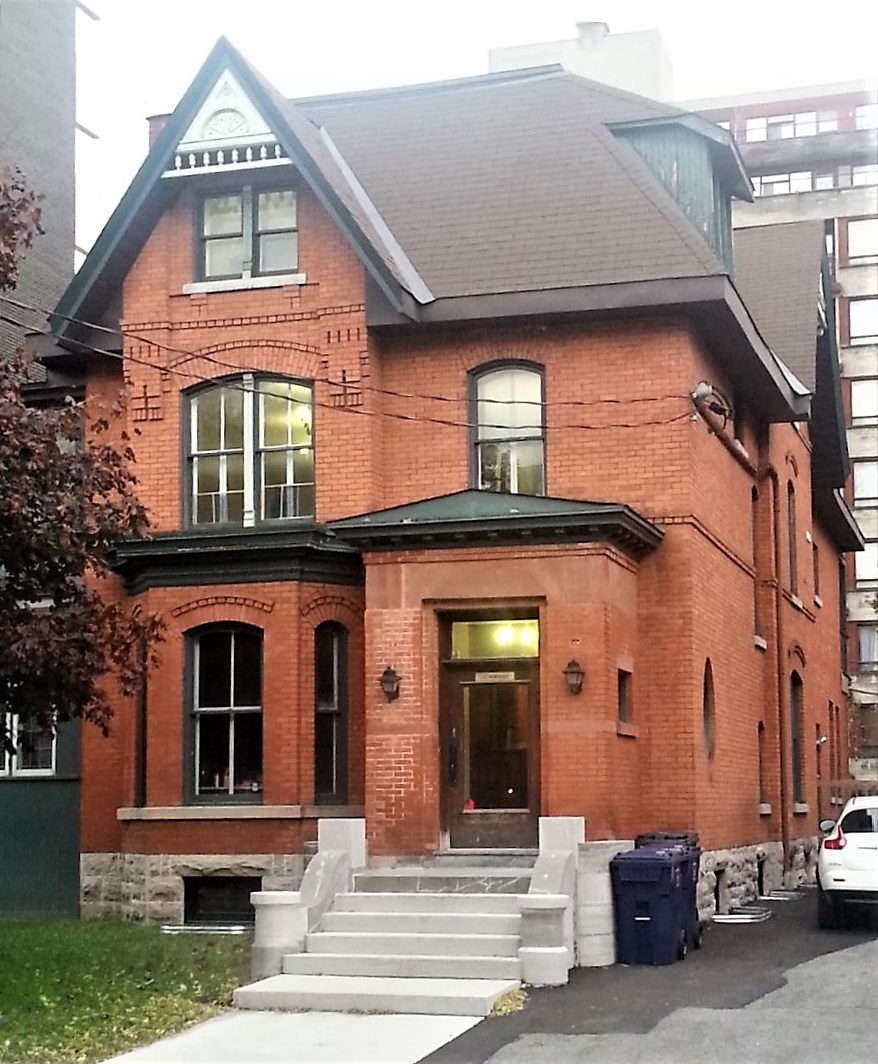
Sede della Royal Society of Canada a Ottawa

L'RSC riconosce I risultati notevoli nella ricerca e nell'innovazione assegnando medaglie e premi. I premi Twenty Society sono offerti su base annuale o biennale e consistono in medaglie o certificati, alcuni dei quali con premi in denaro. Questi premi sono i seguenti:
- Premio negli Studi di Genere, per riconoscere i contributi significativi di uno studioso canadese di scienze umane e sociali "nell'approfondire la nostra comprensione delle questioni relative al genere".
- Premio Bancroft per la pubblicazione, l'istruzione e la ricerca nelle scienze della terra che abbiano notevolmente contribuito alla comprensione e all'apprezzamento del pubblico riguardo all'argomento.
- Medaglia del Centenario per onorare individui e organizzazioni che abbiano dato contributi eccezionali all'oggetto della RSC e per riconoscere i legami con le organizzazioni internazionali.
- Medaglia Henry Marshall Tory per una ricerca eccezionale in una branca dell'astronomia, della chimica, della matematica, della fisica o di una scienza affine.
- Medaglia Innis-Gérin per un contributo distinto e sostenuto alla letteratura delle scienze sociali, compresa la geografia umana e la psicologia sociale.
- Medaglia Storica J. B. Tyrrell per un lavoro eccezionale nella storia del Canada.
- Premio John L. Synge, per ricerca eccezionale in qualsiasi argomento matematico.
- Medaglia Lorne Pierce per il raggiungimento di un particolare significato e di un merito notevole nella letteratura d'immaginazione o critica, scritta in inglese o francese (la letteratura critica che si occupa di argomenti canadesi ha la priorità sulla letteratura critica di pari merito che non si occupa di soggetti canadesi).
- Medaglia Miroslaw Romanowski per contributi significativi alla risoluzione di aspetti scientifici di problemi ambientali o per importanti miglioramenti della qualità di un ecosistema in tutti gli aspetti, terrestre, atmosferico e acquoso, apportati con mezzi scientifici.
- Medaglia Pierre Chauveau per un contributo distinto alla conoscenza delle discipline umanistiche diverse dalla letteratura canadese e dalla storia canadese.
- Medaglia Commemorativa Rutherford, per eccezionale ricerca in chimica.
- Medaglia commemorativa Rutherford, per eccezionale ricerca in fisica.
- Medaglia Sir John William Dawson, per contributi importanti e sostenuti in due campi di interesse per la RSC o nella ricerca interdisciplinare.
- Premio Alice Wilson, per le eccezionali qualifiche accademiche di una donna che stia iniziando una carriera con una borsa di studio o una ricerca a livello post-dottorato.
- La Medaglia Flavelle viene assegnata per un eccezionale contributo alla scienza biologica durante i dieci anni precedenti, o per aggiunte significative ad un precedente contributo eccezionale alla scienza biologica.
- La McLaughlin Medal per importanti ricerche di eccellenza sostenuta in qualsiasi branca delle scienze mediche.
- La "Medaglia McNeil", per l'eccezionale capacità di promuovere e comunicare la scienza agli studenti e al pubblico in Canada.
- Medaglia Willet G. Miller, per la ricerca eccezionale in una qualsiasi delle scienze della terra.
- Il Konrad Adenauer Research Award per la promozione della collaborazione accademica tra il Canada e la Repubblica Federale Tedesca, presentato per onorare l'intero curriculum accademico dello studioso.
- La EJLB-CIHR Michael Smith Chair in Neurosciences and Mental Health, consente a un'università canadese o a un istituto di ricerca sanitaria di attirare in Canada un importante scienziato di neuroscienze e salute mentale. È offerto dalla Fondazione EJLB, dal Canadian Institutes of Health Research (CIHR), dal CIHR Institute of Neurosciences, Mental Health and Addiction (INMHA) e dall'RSC.

## Confronto con il Regno Unito e gli Stati Uniti
La Royal Society of Canada è stata fondata oltre 200 anni dopo la Royal Society of London (Regno Unito) e 20 anni dopo la National Academy of Sciences (USA). A differenza di questi modelli, la Royal Society of Canada include arti e discipline umanistiche nelle sue materie ed iscrizioni.